# Дмитренко Олег Володимирович
Оле́г Володи́мирович Дмитре́нко (нар. 26 листопада 1989, Лебедин, Київська область) — український футболіст, півзахисник.

## Клубна кар'єра
У чемпіонаті України (ДЮФЛ) виступав за команду «Княжа» (Щасливе). Упродовж 2009—2011 років виступав за аматорські команди ФК «Ірпінь» (Гореничі) та ФК «Лисичанськ» (Лисичанськ).
З 2009 по 2011 рік виступав у професійних командах «Єдність» (Плиски) та «Рось» (Біла Церква), де за два роки зіграв 15 матчів. 2011 року перейшов у стрийську «Скалу», де він був капітаном. За три проведених роки в «Скалі» Олег зіграв більше 50 матчів.
2014 року перебрався до Литви, де виступав за «Гранітас» із міста Клайпеда, в литовській команді Олег також був капітаном. За проведений сезон у «Гранітасі» зіграв 27 матчів та відзначився одним забитим м'ячем.
Взимку 2015 року перейшов до «Сталі» з міста Дніпродзержинськ, де зіграв сім матчів у стартовому складі й тричі виходив на заміну. Влітку 2015 року перебрався до чернівецької «Буковини», яку покинув у лютому 2016 року. Але незабаром підписав контракт з клубом «Полтава», за яку виступав до кінця сезону 2016/17.
У серпні 2017 року був заявлений вінницької «Нивою» на матчі Другої ліги. У лютому 2018 року підписав контракт з МФК «Миколаїв», який виступає у Першій лізі України. У лютому наступного року змінив МФК «Миколаїв» на «Гірник-спорт», який також виступав в тому ж дивізіоні.
Проте вже в березні, перед стартом весняної частини чемпіонату Олег за обопільною згодою сторін розірвав контракт з клубом. А вже 1 квітня був представлений гравцем друголігового клубу «Минай», який був одним із лідерів поточної першості. 16 січня 2020 року головний тренер «Миная» Василь Кобін повідомив, що Олег покинув команду.

## Досягнення
- Срібний призер Першої ліги України (1): 2015
- Срібний призер Другої ліги України (1): 2019